# مائورو والنتینی (بازیکن فوتبال، زاده ۱۹۶۴)
مائورو والنتینی (انگلیسی: Mauro Valentini؛ زادهٔ ۴ ژانویهٔ ۱۹۶۴) بازیکن فوتبال اهل ایتالیا است.
از باشگاه‌هایی که در آن بازی کرده‌است می‌توان به باشگاه فوتبال کالیاری و باشگاه فوتبال آتالانتا اشاره کرد.